# Сёгун Маэда
Сёгун Маэда , ориг. название «Кабуто» (англ. Kabuto) — историко-приключенческий фильм 1991 года, совместного производства США и Японии.

## В ролях
- Сё Косуги — Маэда
- Тосиро Мифунэ — Токугава Иэясу
- Дэвид Эссекс — дон Педро
- Кейн Косуги — Ёримунэ
- Кристофер Ли — король Филипп III
- Норман Ллойд — отец Васко
- Рональд Пикап — капитан Кроуфорд
- Джон Рис-Дэвис — Аль Зейдан
- Полли Уокер — Сесилия
- Дилан Кассман — Смит
- Мива Такада — госпожа Ёдогими (мать Хидэёри)
- Юки Сугимура — Тийо Маэда
- Кен Сэкигути — Исикава

## Сюжет
Фильм начинается с битвы при Сэкигахара (1600), в которой союзники Тоётоми Хидэёри, наследника Тоётоми Хидэёси, первоначально показывают своё превосходство над противниками — сторонниками даймё Токугава Иэясу, в основном за счёт использования огнестрельного оружия. Однако, когда внезапно начинается дождь, фитильные аркебузы становятся непригодными для использования. Верный вассал Иэясу — отважный самурай Маэда — решает использовать свой шанс и ведёт воинов Токугава к победе, потеряв в схватке с врагами родных — жену и сына. 
Иэясу Токугава  становится сёгуном и получает возможность объединить страну под своей властью. Чтобы укрепить свой авторитет среди князей-даймё, а также обзавестись огнестрельным оружием, он решает отправить Маэду с посольством к испанскому королю Филиппу III. Пережив по пути в далёкую Европу немало приключений, отважный самурай прибывает к королевскому двору, продемонстрировав местным дворянам навыки боевых искусств и превосходство японского оружия. С честью выходя из затруднительных ситуаций, избегнув немало опасностей, в том числе нападение мусульманских пиратов и алжирский плен, Маэда не только завоёвывает у европейцев уважение к своей нации, но и обретает в Европе новую любовь.

## Историческая основа
- Единственным известным историческим деятелем японского средневековья, носившим фамилию Маэда, был самурай-полководец Маэда Тосииэ (1538—1599), в действительности являвшийся верным вассалом Тоётоми Хидэёси и умерший за год до начала действия картины.
- Считается, что наиболее вероятным прототипом главного героя является самурай Хасэкура Цунэнага, бывший вассалом даймё Датэ Масамунэ и побывавший в Испании, Италии и на Филиппинах намного позже описываемых событий, в 1613—1620 годах. Его приключения в Европе легли в основу исторического романа Сюсаку Эндо «Самурай» (1980).
- Навыкам обращения с ручным огнестрельным оружием, впервые полученным ещё в 1543 году от португальцев, японцы научились задолго до описываемых событий, и в историческом сражении при Сэкигахара им активно пользовались обе враждующие армии.

## Прием критиков
Рейтинг на IMDB 5,3 из 10.

## Выпуск
Премьера состоялась в Токио 27 апреля 1991 года. В США фильм вышел 27 августа 1992 под заголовком «Путешествие чести» (Journey of Honor).